# 하나님의교회 예수증인회
'하나님의교회 예수증인회'는 신흥 종교인 '하나님의 교회'의 이름 중 하나였다. 전해지는 출판물이나 절기표 등 인쇄물을 보면 안상홍은 1964년에 '하나님의 교회'를 설립하였고 '하나님교회 예수증인회' '하나님교 예수의증인회' 등의 부가적 명칭을 사용하기도 했다.
 
1970년 중반 이후 안상홍이 출판물과 언론 인터뷰 등에서 공식적으로 사용한 교회의 이름은 '하나님의 교회'로 확인된다.

## 새언약유월절 하나님의교회 분파
2016년에 부산 지역 '새언약유월절 하나님의교회'에서 제2유월절 분쟁으로 이탈된 신자들이 '하나님의교회 예수증인회' 명칭의 분파를 세웠다. 이 분파는 2018년 회계권 분쟁으로 서울 측과 부산 측으로 다시 분열되었다. 이들 중 일부는 안상홍의 교리가 틀렸다는 주장을 하고 있다. 이 분파는 과거 안상홍이 사용한 적이 있는 교회 이름을 차용하여 안상홍이 세운 교회라고 주장하고 있다. 그러나 안상홍의 교리가 틀렸다는 주장 및 분열 과정과 시기 등을 볼 때 안상홍이 세운 교회로 보기는 어렵다.